# Works
Works – album kompilacyjny zespołu Pink Floyd, wydany w czerwcu 1983 r.

## Charakterystyka albumu
Album Works to kompilacja Pink Floyd, która ukazała się tylko w Stanach Zjednoczonych. Na płycie brak jest największych przebojów zespołu, a większość kompozycji pochodzi z albumów wydanych przed The Dark Side of the Moon. Można odnieść wrażenie, że autorom zależało na pokazaniu obrazu Pink Floyd sprzed Ciemnej Strony Księżyca, którą reprezentują tutaj zremasterowane – „Brain Damage” oraz „Eclipse”. Jedynym utworem, który nie został wcześniej wydany przez zespół na żadnej płycie jest „Embryo”, akustyczna ballada stworzona przez Rogera Watersa w okresie pracy nad płytą Ummagumma.

## Lista utworów
1. „One of These Days” – 5:50
2. „Arnold Layne” – 2:52
3. „Fearless” – 6:03
4. „Brain Damage” – 3:50
5. „Eclipse” – 1:45
6. „Set the Controls for the Heart of the Sun” – 5:23
7. „See Emily Play” – 2:54
8. „Several Species of Small Furry Animals Gathered Together in a Cave and Grooving with a Pict” – 4:47
9. „Free Four” – 4:07
10. „Embryo” – 4:39

## Twórcy
- David Gilmour – śpiew, gitara elektryczna, gitara akustyczna
- Nick Mason – instrumenty perkusyjne
- Roger Waters – śpiew, gitara basowa, gitara akustyczna
- Richard Wright – śpiew, instrumenty klawiszowe
- Syd Barrett – śpiew, gitara (utwory „See Emily Play” i „Arnold Layne”)